# Acanthodactylus nilsoni
Acanthodactylus nilsoni es una especie de reptiles de la familia Lacertidae.

## Distribución geográfica y hábitat
Es endémica de la provincia de Kermanshah, al oeste de Irán. Su rango altitudinal oscila alrededor de 285 m s. n. m..